# Elfriede Zabel
Elfriede Zabel (* 11. Mai 1885 in Breslau; † 10. Mai 1944 in der Strafanstalt Plötzensee, Berlin) war eine deutsche Hausfrau und ein Opfer der nationalsozialistischen Kriegsjustiz.

## Leben und Schicksal
Während des Zweiten Weltkriegs äußerte Zabel sich in Berlin wiederholt gegenüber Mitbewohnern ihres Hauses in abfälliger Weise über Adolf Hitler und andere NS-Führer. So erklärte sie einmal, dass der nationalsozialistische Diktator sein ganzes System auf „Lug und Trug“ aufgebaut habe. Der Einparteienstaat sei ein „Zwangs- und Lügenstaat“. Sie selbst habe Hitler nie gewählt und solle ihm dennoch Gefolgschaft leisten. Im Übrigen sei Hitler ein Faulenzer und Anstreicher, der nie gearbeitet habe. Ein anderes Mal erklärte sie, dass sie es am liebsten sehen würde, wenn Hitler, Göring und Goebbels an Straßenlaternen „baumeln“ würden und man ihnen nach dem Aufhängen die Bäuche aufschneiden und die Gedärme herausziehen würde.
Nach einer Denunziation wurde Zabel verhaftet. Sie verbrachte längere Zeit im Frauengefängnis in der Berliner Barnimstraße, bevor sie schließlich wegen Wehrkraftzersetzung vor dem Volksgerichtshof angeklagt wurde. Am 21. März 1944 wurde sie für schuldig befunden und zum Tode verurteilt. In der Urteilsbegründung wurde dieses Strafmaß implizit insbesondere damit begründet, dass die Bevölkerung durch derartige abschreckende Maßnahmen eingeschüchtert und diszipliniert, also dazu veranlasst werden sollte, den Krieg weiter mitzutragen, um auf diese Weise eine ähnliche Entwicklung, wie sie nach der nationalsozialistischen Interpretation der Geschichte des Ersten Weltkrieges, die deutsche Kriegsniederlage von 1918 verursacht hatte, zu verhindern. Wörtlich hieß es:
„Frau Zabel ist also eine von niedrigsten Haßgefühlen gegen unseren Führer getriebene schlimme und höchst gefährliche Hetzerin, die mit solchen Rede die Kraft der Volksgenossen, ihr Vertrauen und ihren Glauben angreift. Sie sagt, sie sei doch national gewesen, denn sie verehre Ludendorff und habe auch aus dem Polenfeldzug zurückkommenden Truppen Blumen zugeworfen. Das mag ja sein, beweist aber nicht, dass sie diese jetzigen Verratshandlungen nicht begangen hat. Sie will eben auch nicht erkennen, daß es eine nationale Gesinnung, die nicht nationalsozialistisch ist, nicht gibt. Eine solche gemeine Zersetzung unserer Kraft zum Bestehen in dem Lebenskampf, den uns das Schicksal auferlegt hat, müssen wir mit den schärfsten Mitteln bekämpfen. Sind wir doch ein gebranntes Kind, das Bescheid weiß, wohin es führt, wenn man der Zersetzung freien Lauf läßt. Denn wir haben erlebt, wie aus 1917 1918 wurde!“